# كلوستريديوم مذيب للبردي
كلوستريديوم تشارتاتابيدام أو كلوستريديوم مذيب للبردي أو كلوستريديوم مذيب للورق هو نوع من البكتيريا من فصيلة كلوستريدياسيا. عزلت البكتيريا من كرش الضأن في نيوزيلاندا.